# كوا (عشر ستاق)
کوا (بالفارسية: کوا) هي قرية تقع في إيران في قسم عشر ستاق الريفي. يقدر عدد سكانها بـ 568 نسمة بحسب إحصاء 2016.